# Puig Oriol (Sant Martí de Centelles)
El Puig Oriol és una muntanya de 980 metres que es troba al municipi de Sant Martí de Centelles, a la comarca d'Osona.
Al cim s'hi pot trobar un vèrtex geodèsic (referència 290108001).